# Cousinia araxena
Cousinia araxena là một loài thực vật có hoa trong họ Cúc. Loài này được Takht. mô tả khoa học đầu tiên năm 1937.